# Бренешть (Горж)
Бренешть, Бренешті (рум. Brănești) — село у повіті Горж в Румунії. Адміністративний центр комуни Бренешть.
Село розташоване на відстані 210 км на захід від Бухареста, 44 км на південь від Тиргу-Жіу, 46 км на північний захід від Крайови.

## Населення
За даними перепису населення 2002 року у селі проживали 411 осіб, усі — румуни. Усі жителі села рідною мовою назвали румунську.